# Inmaculada Martínez Cervera
Inmaculada Martínez Cervera (València, 10 d'octubre de 1971) és una política valenciana, diputada al Congrés dels Diputats en la VII Legislatura.
És diplomada en Magisteri i llicenciada en Pedagogia per la Universitat de València. Ha treballat com a funcionària interina a l'Institut Valencià de la Joventut de la Generalitat Valenciana. Militant del Partido Popular fou escollida diputada a les eleccions generals espanyoles de 2000 en substitució de Francesc Camps i Ortiz. Fou adscrita de la Comissió d'Educació, Cultura i Esport i de la Comissió de Política Social i Treball del Congrés dels Diputats. A les eleccions generals espanyoles de 2004 figurà en el desè lloc de les llistes del PP, però a les eleccions el PP va perdre un dels nou escons i no es van produir vacants durant la legislatura. Ja no figuraria a les llistes en les eleccions generals espanyoles de 2008.